# Upravna zona 3 (Afar)
Upravna zona 3 jedna od pet zona regije Afar u Etiopiji; nijedna od zona Afara nema imena. Ova zona na jugu graniči s regijom Oromia, na jugozapadu s regijom Amhara, na zapadu s posebnom woredom Argobba i Upravnom zonom 5, a na sjeveru s Upravnom zonom 1, a na istoku s regijom Somali.
Gradovi u Zoni 3 su Awash i Gewane. 
Prema podacima Središnje statističke agencija za 2005. godinu, ova je zona imala procijenjeno stanovništvo od 194.635, od čega su 106.531 bili muškarci, a 88.104 žene; 54.172 ili 27,8% su urbani stanovnici. Gustoća stanovništva ove zone nije poznata.
Rijeka Awash povremeno plavi ovu zonu za vrijeme kišne sezone od lipnja do rujna. Godine 1996. rijeka je poplavila dijelove woreda Bure Mudaytu i Gewane, ali tim UNDP-a nije našao značajniju štetu. Awash je ponovno izašla iz korita 16. kolovoza 2006., ostavivši bez doma 15.000 ljudi i oštetivši 400 hektara nasada pamuka, kukuruza, luka i sezama.

## Worede
- Amibara
- Awash Fentale
- Bure Mudaytu
- Dulecha
- Gewane